# موسم السودة
موسم السودة، هو أحد مواسم السعودية التي أطلقتها الهيئة العامة للسياحة والتراث الوطني، ويهدف لإبراز ما تتمتع به السودة من موقع وطبيعة وأجواء، إضافة إلى ما تملكه من تراث وثقافة.
واحتوى موسم السودة الذي أقيم في شهر أغسطس 2019، على أنشطة متعددة تنوعت بين الرياضة والمغامرات والأنشطة التراثية والثقافية.

## الفعاليات
من أبرز فعاليات الموسم: ملتقى الزوار، ومغامرات الأطفال، والرياضات الجبلية، والطيران المظلي، ورياضات الحبال، وفعاليات معهد مسك للفنون، ومهرجان رجال الطيب، والحفلات الغنائية، والسينما المفتوحة، والمطاعم، والجولات السياحية.

## الوجهات
- منطقة الفعاليات الرئيسية: تقع في السودة، وتشتمل على منطقة الملتقى وأولى المغامرات وشارع أمسودة ومعرض الخطوة ومنطقة الأندرينالين ومنطقة المطاعم.
- قرية رجال التراثية، في محافظة رجال ألمع.
- قرية المفتاحة ومسرح طلال مداح.[3]